# 川崎定安
川崎 定安（かわさき さだやす、 宝暦8年（1758年） - 文化10年3月4日（1813年4月4日））は、江戸幕府の旗本、代官。通称・平右衛門、幼名・辰之助。川崎定孝の孫で、川崎定盈の子。妻は、徳川家治の側室蓮光院の侍女某氏の養女。

## 略歴
安永2年（1773年）3月25日、徳川家治に初めて拝謁する。時に16歳。
同7年（1778年）2月13日より父・定盈の仕事の見習を務める。7月8日に家督を継いで代官となり、石見国銀山の支配（第37代目代官）を兼ねる。この時、俸禄150俵を賜わり、翌日8日に名を平右衛門に改める。
同9年（1780年）正月28日、居宅を火事で焼失したことで出仕をはばかり謹慎するが、2月5日に許される。
天明7年（1787年）10月晦日、銀山支配から離れる。石見の支配を離れた後、亡くなるまで代官として支配地を五ヵ所にわたって転任する。
同8年（1788年）2月5日、税の延滞を理由に出仕を止められた上、預けられた御料所のうち2万石を減ぜられる。同年3月26日に許される。
寛政5年（1793年）12月27日、支配地が1万石増加、甲州に場所替となる。
文化元年（1804年）8月23日、場所替えで支配地が1万石増加となる。
文化10年（1813年）3月4日、病死。江戸の四谷にある長善寺に葬られる。戒名は「霊耀院殿聖山義賢居士」。